# Гийом Люксембургский
Гийом Люксембургский (люкс. Guillaume vu Lëtzebuerg, фр. Guillaume de Luxembourg), полное имя Гийом Мария Луи Кристиан (род. 1 мая 1963) — люксембургский принц, сын великого герцога Люксембурга Жана и бельгийский принцессы Жозефины-Шарлотты, младший брат правящего великого герцога Анри. Является восьмым в списке наследования трона Люксембурга.

## Биография
Гийом родился 1 мая 1963 года в замке Бецдорф. Он стал третьим сыном и самым младшим, пятым, ребенком в семье наследника люксембургского престола Жана и его жены Жозефины-Шарлотты Бельгийской. Кроме него в семье росли старшие сестры Мария Астрид и Маргарита и братья Анри и Жан.
Через полтора года после его рождения, отец унаследовал трон Люксембургского герцогства.
Среднее образование принц получил в средних школах Люксембурга и Швейцарии. Степень бакалавра получил в 1982 году в Гренобле. После этого продолжил обучение в Оксфордском университете в Великобритании, а позже — в Джорджтаунском университете Вашингтона, где получил степень в 1987 году. 
В 2007 году Университет Священного Сердца в Ферфилде, штат Коннектикут, презентовал принцу степень почётного доктора гуманитарных наук.
Шесть месяцев Гийом работал в Международном валютном фонде в Вашингтоне. Два года работал в составе Европейской комиссии в Брюсселе. Сейчас входит в совет директоров крупнейшей металлургической компании мира ArcelorMittal, принадлежащий Лакшми Митталу.
В возрасте 31 года Гийом обвенчался с 26-летней аристократкой Сибиллой Вейле, которая приходится правнучкой королю Испании Альфонсу XIII через его дочь Беатрису. Гражданская церемония прошла 8 сентября 1994 года, религиозная — 24 сентября в Версале. Сибилла получила титул принцессы Люксембургской. У супругов родилось четверо детей:
- Поль Луи (род. 1998);
- Леопольд (род. 2000);
- Шарлотта (род. 2000);
- Жан Андре (род. 2004).

В ночь с 10 на 11 сентября 2000 года Гийом с женой попали в серьёзную автомобильную аварию. Принц несколько дней находился в коме. Это стало причиной отсрочки торжественной церемонии передачи власти от отца к брату Анри, которая, в конце концов, состоялась 7 октября.